# División del Norte, Tamaulipas
División del Norte är en ort i Mexiko.   Den ligger i kommunen El Mante och delstaten Tamaulipas, i den centrala delen av landet, 300 km norr om huvudstaden Mexico City. División del Norte ligger 92 meter över havet och antalet invånare är 881.
Terrängen runt División del Norte är varierad. Runt División del Norte är det ganska glesbefolkat, med 31 invånare per kvadratkilometer. Närmaste större samhälle är Santa Martha, 17,8 km öster om División del Norte. Trakten runt División del Norte består till största delen av jordbruksmark.